# 内陸
内陸（ないりく、英: Endorheic）は、海岸から遠く離れた場所のこと。

## 概要

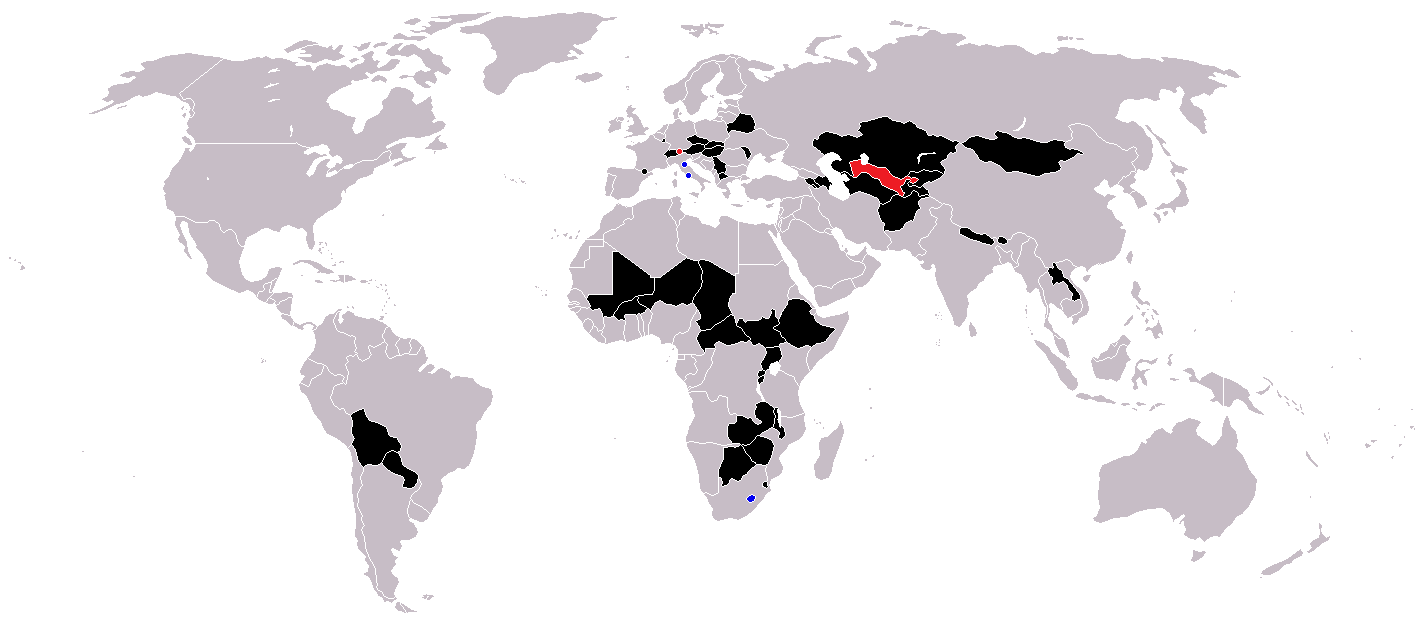
世界の内陸国

場所が地政学的な県、地方、国など範囲や領域を指す場合、その領域が海岸を持たない場合に内陸県、内陸地方、内陸国などと呼ぶ。その領域が「陸地に囲まれている」海岸の地形自体を表すとき、内海、内湾などと呼ばれる。英: Landlocked , Inland などの語も使われる。
一般に水系は海や内海とつながって流域を形成するが、特殊な地形条件により海と接続しない流域もあり、これを内陸流域（英: Endorheic basin）という。日本では火口湖、堰止湖の周囲などのごく一部で見られるなど）が、世界の大陸では内陸が大きく広がるため、乾燥地帯の盆地など広範囲に見られる。